# Меренков, Анатолий Петрович
Анатолий Петрович Меренков  (30 августа 1936 года, Старый Оскол, Белгородская область — 27 апреля 1997 года, Иркутск) — советский и российский учёный в области механики, член-корреспондент РАН.

## Биография
Отец погиб на фронте Великой Отечественной войны в 1941 году.
В 1945 году поступил в Курское суворовское училище (Ныне Усурийское), которое окончил с отличием в 1953 году.
В 1953 году поступил, а 1958 году окончил, с отличием, механико-математический факультет МГУ. Был распределён в Сибирское отделение АН СССР.
С 1958 по 1961 год работал в Институте математики СО АН СССР. В 1961 году переехал в Иркутск, работал в Сибирском энергетическом институте, заведующий лабораторией, директор Института с 1988 по 1997 год.
Кандидат технических наук, доктор физико-математических наук (1974).
Преподавал в Иркутском государственном университете, профессор (1980).
С 1982 по 1988 год работал в Москве, во ВНИИ природных газов, заведующий лабораторией.
Похоронен в Мамоново (Московская область).

## Научные интересы
Занимался математическим моделированием, расчетом и оптимизацией трубопроводных систем энергетики. Один из создателей теории гидравлических цепей.

## Награды и звания
Орден «Знак Почёта»